# Agassiz (circonscription électorale)
Pour les articles homonymes, voir Agassiz.
Circonscription électorale provinciale du Canada
Agassiz est une circonscription électorale provinciale du Manitoba (Canada).
La circonscription est créée en 2008 à partir des circonscriptions de Ste. Rose et de Turtle Moutain.

## Liste des députés
| Agassiz | Agassiz          | Agassiz                   | Agassiz        | Agassiz     | Agassiz |
| Nom     | Nom              | Parti                     | Mandat         | Législature |         |
| ------- | ---------------- | ------------------------- | -------------- | ----------- | ------- |
|         | Stuart Briese    | Progressiste-conservateur | 2011 - 2016    | 40e         |         |
|         | Eileen Clarke    | Progressiste-conservateur | 2016 - 2019    | 41e         |         |
|         | Eileen Clarke    | Progressiste-conservateur | 2019 - 2023    | 42e         |         |
|         | Jodie Byram (en) | Progressiste-conservateur | 2023 - présent | 43e         |         |